# Kala (Tanzania)
Kala è una circoscrizione rurale (rural ward) della Tanzania situata nel distretto di Nkasi, regione di Rukwa. Conta una popolazione di 13 344 abitanti (censimento 2012).